# Masdevallia collantesii
Masdevallia collantesii är en orkidéart som beskrevs av David Edward Bennett och Eric Alston Christenson. Masdevallia collantesii ingår i släktet Masdevallia och familjen orkidéer.
Artens utbredningsområde är Peru. Inga underarter finns listade i Catalogue of Life.